# Таск Форс 47
 Таск Форс 47 (англ. Task Force 47 (TF-47), «Оперативная группа 47») — специальное разведывательное антитеррористическое подразделение Бундесвера ФРГ в составе международных сил содействия безопасности (ISAF) НАТО в Афганистане, ответственное за зону «Север».

В 2007—2021 годы дислоцировалось на окраине северо-восточного города Кундуз.

## Образование. Состав. Цели и задачи
Task Force 47 (TF-47) структурное подразделение KSK (Kommando Spezialkräfte) — тактическая группа, состоящая в основном из разведчиков спецназа KSK; с ними сил быстрого реагирования; армейской разведки Бундесвера;  Федеральной разведывательной службы ФРГ для применения в Афганистане. 
Боевая деятельность «TF-47» засекречена. Известно, что она включала: разведывательную, агентурную, диверсионную, противо-диверсионную составляющие и освобождение заложников за рубежом.

— В период присутствия в Афганистане — штатное расписание TF-47 колебалось от 120 до 200 военнослужащих Бундесвер, большую его часть составляли офицеры KSK.

Шеврон TF-47 идентичен KSK, отличие лишь в наличии номера «47».

— Зонами военных операций TF-47 становились провинции: Кундуз; Баглан; Тахар; Бадахшан. Военнослужащие TF-47 (KSK) несли службу в Афганистане под вымышленными именами.

— В 2000-е годы TF-47 было единственным специальным подразделением Бундесвер в Афганистане.

## Резонансные события
- В ночь на 4 сентября 2009 года в окрестности кишлака Омар-хейль — по настоянию командира «Task Force 47» оберста (полковника) KSK Георга Кляйна авиация Международных сил содействия безопасности ISAF — ВВС США нанесла авиаудар, приведший к массовой гибели гражданского населения.

## В художественной литературе
- Ильяс Дауди. «Цугцванг обер-лейтенанта Бруно Тевса» повесть военно-исторического романа-трилогии «В Круге Кундузском». — М.: ДеЛибри, 2021. — 136 с. — ISBN 978-5-4491-1165-4.

## Иностранная литература
- (ENEMY ACTION) INDIRECT FIRE RPT PRT KDZ : 0 INJ/DAM vom 20. Juli 2009 bei WikiLeaks.org - Afghan War Diary (abgerufen am 31. Januar 2012)
- (Enemy Action) Direct Fire rpt RC (N) vom 15. Juni 2009 bei WikiLeaks.org - Afghan War Diary (abgerufen am 31. Januar 2012)
- (ENEMY ACTION) DIRECT FIRE RPT (Small Arms) TF47 : 1 HNSF WIA vom 22. August 2009 bei WikiLeaks.org - Afghan War Diary (abgerufen am 31. Januar 2012)* (ENEMY ACTION) INDIRECT FIRE RPT PRT KDZ : 0 INJ/DAM vom 20. Juli 2009 bei WikiLeaks.org - Afghan War Diary (abgerufen am 31. Januar 2012)
- KSK unterstützte Oberst Klein in der Bombennacht bei spiegel.de, 10. Dezember 2010 (abgerufen am 11. Juni 2011)
- KSK-Task-Force seit zwei Jahren in Kundus bei faz.net, 17. Dezember 2009 (abgerufen am 11. Juni 2011)
- Online; PDF; 189 kB) Das Ärmelabzeichen der Task Force 47 entsprach bis auf die zusätzlich angebrachte Nummer 47 dem des KSK)

## См.также
- KSK
- Авиаудар в Омар-хейле
- Авиаудар по больнице в Кундузе
- Атака медресе в провинции Кундуз (2018)
- Таск Форс 373